# Jacob De Prou
Jacob De Prou, född 1651 i Frankrike, död 19 juli 1711 i Karlskrona, var en svensk militär.
De Prou började sin bana vid svenska livregementet till fot 1681 men övergick snart till flottan, där han 1688 blev kapten. Efter en tids utländsk sjökrigstjänst blev han 1700 viceamiral och deltog i sjötåget till Sundet samma år. Som befälhavare för Nyenska eskaderns 1704 visade han sig oförmögen att lämna de svenska landtrupperna det understöd det räknade med under striderna. 1709 utnämndes han till amiral.